# Spentrup
Spentrup är en ort i Danmark.   Den ligger i Randers kommun och Region Mittjylland. Antalet invånare är 2 451. Närmaste större samhälle är Randers, 8,5 km söder om Spentrup. 